# Dub letní v Kolovratech
Dub letní v Kolovratech je památný strom, který roste v ulici Do Lipan v rohu zahrady na hranici dvou sousedních pozemků. Je nepřístupný, ale dobře viditelný.

## Parametry stromu
- Výška (m): 30,0
- Obvod (cm): 341
- Ochranné pásmo: vyhlášené – kruh o poloměru 11 m
- Datum prvního vyhlášení: 18.08.2010[1][2]
- Odhadované stáří: 160 let[3]

## Popis
Solitérní strom s dlouhým rovným kmenem roste v mírném svahu. Kmen se rozděluje na dvě silnější větve v poměrně velké výšce nad zemí. Větve vytvářejí kulovitou korunu, která sáhá do výšky 30 metrů. Dub má výrazné kořenové náběhy. Roku 2010 během léta do stromu udeřil blesk a zanechal na kmeni dlouhou trhlinu; ta se úspěšně zaceluje. Jeho zdravotní stav je velmi dobrý.

## Historie
Dub roste na pozemku bývalého vodního mlýna, k němuž patřil mlýnský rybník v ohybu ulice Do Lipan. Do rybníka byla přiváděna voda 750 metrů dlouhým náhonem od stavidla na potoce Říčanka. Na druhé straně rybníka byla voda odváděna kamenným kanálkem na vantroky a mlýnské kolo, přebytečná voda pak odtékala přepadem zpět do Říčanky.
Po roce 1950 bylo rozhodnuto rybník zavézt, to však vodohospodářská správa zakázala. Jeho místo je prázdné, ústí do něj pouze meliorační strouha a za deště nebo na jaře po tání je jeho dno zaplněné vodou.

## Stromy v okolí
- Jilm vaz v Kolovratech – Významný strom